# Coppa del Re 2020-2021 (calcio a 5)
La Coppa del Re 2020-2021 è stata l'11ª edizione del torneo. La competizione si è giocata dal 28 ottobre 2020 al 16 maggio 2021.

## Risultati

### Primo turno
Gli incontri si sono disputati il 28 ottobre 2020.
| Squadra 1             | Risultato | Squadra 2    |
| --------------------- | --------- | ------------ |
| Piensos Duran Albense | 2 - 1     | Sala Ourense |
| Silver                | 2 - 3     | El Valle     |
| Ibi                   | 2 - 3     | Nueva Elda   |
| Sima Granada          | 3 - 2     | Pinatar      |
| Zierbena              | 4 - 2     | Guardo       |
| San Juan              | 7 - 2     | Ibararte     |
| Aliança Mataró        | 6 - 3     | Hospitalet   |
| Manresa               | 4 - 7     | Martorell    |
| Gáldar                | 6 - 1     | Malta 97     |

### Secondo turno
Gli incontri si sono disputati l'11 novembre 2020.
| Squadra 1    | Risultato | Squadra 2             |
| ------------ | --------- | --------------------- |
| El Valle     | 5 - 1     | Piensos Duran Albense |
| Sima Granada | 5 - 1     | Melistar              |
| Otxartabe    | 6 - 4     | Zierbena              |
| Martorell    | 4 - 2     | Barceloneta           |

### Terzo turno
Gli incontri si sono disputati il 18 e il 19 novembre 2020.
| Squadra 1           | Risultato | Squadra 2          |
| ------------------- | --------- | ------------------ |
| Alzira              | 3 - 6     | Bisontes Castellón |
| Colo Colo Saragozza | 5 - 3     | Talavera           |
| El Valle            | 1 - 4     | Atlético Mengíbar  |
| Otxartabe           | 2 - 3     | Atlético Benavente |
| Martorell           | 6 - 3     | Móstoles           |
| San Juan            | 1 - 2     | Leganés            |
| Aliança Mataró      | 4 - 3     | Rivas              |
| Nueva Elda          | 5 - 3     | Elche              |
| Gáldar              | 2 - 3     | Manzanares         |
| Leis Pontevedra     | 2 - 6     | Santiago           |
| Sima Granada        | 1 - 2     | El Ejido           |

### Quarto turno
Gli incontri si sono disputati il 24 e il 25 novembre 2020.
| Squadra 1           | Risultato | Squadra 2     |
| ------------------- | --------- | ------------- |
| Bisontes Castellón  | 0 - 4     | Levante       |
| Colo Colo Saragozza | 2 - 8     | S10 Saragozza |
| Noia                | 5 - 1     | O Parrulo     |
| Atlético Mengíbar   | 5 - 0     | Córdoba       |
| Atlético Benavente  | 3 - 4     | Palma         |
| Martorell           | 4 - 3     | Peñíscola     |
| Leganés             | 2 - 4     | Valdepeñas    |
| Aliança Mataró      | 3 - 9     | SC García     |
| Nueva Elda          | 1 - 6     | ElPozo Murcia |
| Manzanares          | 2 - 4     | Jaén          |
| Santiago            | 2 - 5     | Burela        |
| El Ejido            | 2 - 3     | Cartagena     |
| Ribera Navarra      | 2 - 6     | Xota          |
| UMA Antequera       | 3 - 2     | Betis         |

### Ottavi di finale
Gli incontri si sono disputati il 15 e il 16 dicembre 2020.
| Squadra 1         | Risultato       | Squadra 2     |
| ----------------- | --------------- | ------------- |
| Atlético Mengíbar | 0 - 6           | Inter         |
| Martorell         | 3 - 6           | SC García     |
| Noia              | 1 - 4           | Valdepeñas    |
| Jaén              | 4 - 2           | Cartagena     |
| Levante           | 3 - 3 (5-4 dcr) | Xota          |
| UMA Antequera     | 4 - 3           | Palma         |
| Barcellona        | 3 - 0           | Burela        |
| ElPozo Murcia     | 3 - 0           | S10 Saragozza |

### Quarti di finale
Gli incontri si sono disputati il 9 febbraio e il 18 marzo 2021.
| Squadra 1     | Risultato       | Squadra 2     |
| ------------- | --------------- | ------------- |
| Levante       | 8 - 1           | Valdepeñas    |
| SC García     | 3 - 1           | Barcellona    |
| ElPozo Murcia | 3 - 3 (2-1 dcr) | UMA Antequera |
| Inter         | 6 - 0           | Jaén          |

### Fase finale
La fase finale si è svolta presso il Pavelló Nou di Santa Coloma de Gramenet il 15 e il 16 maggio 2021.
|  | Semifinali          | Semifinali          | Semifinali    |               |       | Finale | Finale | Finale |  |
|  |                     |                     |               |               |       |        |        |        |  |
|  | Inter               | Inter               | 2             |               |       |        |        |        |  |
|  | Inter               | Inter               | 2             |               |       |        |        |        |  |
|  | SC García           | SC García           | 1             |               |       |        |        |        |  |
|  | SC García           | SC García           | 1             |               | Inter | Inter  | 5      |        |  |
|  |                     |                     |               |               | Inter | Inter  | 5      |        |  |
|  |                     |                     | ElPozo Murcia | ElPozo Murcia | 3     |        |        |        |  |
|  | Levante             | Levante             | ElPozo Murcia | ElPozo Murcia | 3     | 3 (2)  |        |        |  |
|  | Levante             | Levante             |               |               |       |        |        |        |  |
|  | ElPozo Murcia (dcr) | ElPozo Murcia (dcr) | 3 (4)         |               |       |        |        |        |  |

#### Semifinali
| Santa Coloma de Gramenet 15 maggio 2021, ore 18:30 CEST | Levante              | 3 – 3 (1-2) referto               | ElPozo Murcia | Pavelló Nou |
| Rescia 14’ Juanjo 21’ ( aut. ) Lemos 39’ Marcatori 9’ Marcel 18’ , 37’ F. Valério Toro Rivillos Cardoso J. Santos Tiri di rigore 2 – 4 Pacheco R. Santos Aguilera Marcel |                      |                                   |               |             |
| |                      |                                   |               |             |
| Rescia 14’ Juanjo 21’ (aut.) Lemos 39’ | Marcatori            | 9’ Marcel 18’, 37’ F. Valério     |               |             |
| Toro Rivillos Cardoso J. Santos | Tiri di rigore 2 – 4 | Pacheco R. Santos Aguilera Marcel |               |             |

| Santa Coloma de Gramenet 15 maggio 2021, ore 21:00 CEST | Inter     | 2 – 1 (1-1) referto | SC García | Pavelló Nou |
| Martel 19’ Tripodi 35’ Marcatori 6’ Cardona             |           |                     |           |             |
|                                                         |           |                     |           |             |
| Martel 19’ Tripodi 35’                                  | Marcatori | 6’ Cardona          |           |             |

#### Finale
| Arbitri: | Óscar Alonso Montesinos Tomás Santander Flamarique |

|                                                      |           |                                         |
| Raya 7’ Drasler 15’ C. Morales 18’ Pito 22’ Pola 40’ | Marcatori | 1’ R. Santos 35’ Pacheco 37’ Paradynski |